# Islands South Division
Islands South Division är en division i Sri Lanka.   Den ligger i provinsen Nordprovinsen, i den norra delen av landet, 300 km norr om huvudstaden Colombo. Islands South Division ligger på ön Kayts.